# جوز الاتنين (فلم)
جوز الاتنين فيلم مصري تم إنتاجه عام 1947، من تأليف زهير بكير وأبو السعود الإبياري إخراج إبراهيم عمارة وبطولة ليلى فوزي ويحيى شاهين.

## فريق العمل
إخراج: إبراهيم عمارة
تأليف:
- زهير بكير (قصة)
- أبو السعود الإبياري (سيناريو وحوار)

إنتاج: أفلام أمية
طاقم العمل:
- ليلى فوزي
- يحيى شاهين
- حسن فايق
- عزيز عثمان
- محمد كمال المصري
- صلاح نظمي

## روابط خارجية
- مقالات تستعمل روابط فنية بلا صلة مع ويكي بيانات